# ساندویچ دنور
ساندویچ دنور، که به عنوان ساندویچ غربی نیز شناخته می‌شود، از یک املت دنور (شامل حداقل ژامبون، پیاز، فلفل سبز و تخم‌مرغ همزده) تشکیل شده‌است که بین دو تکه نان قرار گرفته‌است.
ادعا شده‌است که ساندویچ توسط افراد مختلف اختراع شده‌است، از جمله رستوران دنور، Albert A. McVittie در سال ۱۹۰۷ و همچنین MD Looney، از دنور، در همان سال. همچنین ادعا شده‌است که «ساندویچ دنور» در هتل تابور دنور اختراع شده‌است، اما ذکر آن در روزنامه‌ها پیش از همه این مدعیان است.
در اوایل سال ۱۹۰۸ به عنوان «ساندویچ غربی» شناخته می‌شد که در یک روزنامه سن آنتونیو ذکر شده‌است. یک «ساندویچ منهتن» (نقل شده از سال ۱۹۰۹) از این نظر مشابه بود که حاوی تخم مرغ سرخ شده، ژامبون چرخ کرده و پیاز بود.
جیمز بیرد و ایوان جونز، نویسندگان غذا، معتقد بودند که ساندویچ دنور یا وسترن در واقع پیش از این توسط «سرآشپزهای چینی زیادی که برای کمپ‌های چوب بری و باندهای راه‌آهن در قرن نوزدهم و اوایل قرن بیستم آشپزی می‌کردند» ساخته شده‌است و احتمالاً از تخم مرغ فو یانگ گرفته شده‌است.